# De itinere frisonum
De itinere Frisonum (El itinerario Frisón) es un relato de un testigo presencial frisón escrito en latín del viaje de los frisones desde Frisia a Acre durante la Quinta Cruzada 1217-1218. La narrativa fue compuesta por un participante anónimo de la aventura que muy probablemente era un miembro del clero. Según el abad Emo de Frisia del monasterio Premonstratense  de Floridus Hortus, él lo copio sin alteraciones a su Crónica (Kroniek van Wittewierum). La versión de Emo es la única copia sobreviviente del original perdido y  está se mantiene en la Biblioteca de la Universidad de Groningen en los Países Bajos. La narrativa es digna de ser estudiada tanto por la descripción detallada de la geografía de las tierras que encontraron los cruzados frisones en su viaje como por la perspectiva del autor acerca de las motivaciones de sus compatriotas durante el viaje. La narración corre paralela con el texto renano conocido como Gesta crucigerorum rhenanorum hasta la llegada de la flota frisona a Lisboa.
Los historiadores suelen utilizar este texto por su referencia a los aspectos devocionales de los frisones durante su visita a Lisboa. En la narración se hace alusión a un mártir local frisón al que la narración llama Pupeto Ulinga que, según el relato, había muerto durante el asedio de Lisboa de 1147. Además, el texto contiene una sección donde el narrador frisón explica por qué los frisones se negaron a ayudar a los portugueses en su plan de ataque contra la ciudad almohade de Álcazar del Sal. El narrador afirma que el Papa Inocencio III había informado al obispo Soeiro Viegas de Lisboa en el Cuarto Concilio de Letrán "que la liberación de la Iglesia debería comenzar por la cabeza". Aunque el texto no hace referencias al sitio de Damieta (1218-1219), terminando la narración con la llegada de la flota frisona a Acre en la primavera de 1218, el autor parece contentarse con narrar las hazañas de los frisones en la península ibérica como parte de la cruzada. El narrador clerical explica cómo sus compatriotas capturaron y destruyeron por sí solos sin la ayuda de ningún otro grupo cristiano, los puertos de almohadas de Faro, Rota y Cádiz. Además, el autor intenta explicar cómo estos hechos podrían ser consideraros plenamente parte de la cruzada a Tierra Santa. Esto se hace especialmente evidente cuando este le informó al Papa Honorio III acerca de la destrucción de las ciudades ibéricas durante la escala de invierno que hizo la flota frisona en Italia central (de octubre de 1217 a marzo de 1218).

## Ediciones y traducciones
- Sólo en latín: Röhricht, Reinhold, Quinti belli sacri scriptores minores (Geneva, 1879) pp. 57-70.https://archive.org/details/quintibellisacri00rhuoft/page/n7/mode/2up?view=theater
- Latín y holandés: Jansen, Hubertus P. H. y Antheunis Janse eds., Kroniek furgoneta het klooster Bloemhof te Wittewierum (Hilversum, 1991).
- Latín y español: Ferreiro Almeparte, Jaime, Arribadas de Normandos y cruzados un las costas de la península ibérica (Madrid, 1999).http://www.gbv.de/dms/sub-hamburg/308829115.pdf
- Latín e inglés: Villegas-Aristizábal, Lucas "A Frisian Perspective on Crusading in Iberia as Part of the Sea Journey to the Holy Land, 1217–1218," Studies in Medieval and Renaissance History, 3rd Series 15 (2018), 95-100. https://www.academia.edu/37460772/A_Frisian_Perspective_on_Crusading_in_Iberia_as_part_of_the_Sea_Journey_to_the_Holy_Land_1217_1218